# Светосавска Приправна школа
Светосавска Приправна школа основана је 1888. године и њу су уписивали они ученици који би са одличним успехом завршили Светосавску или неку другу основну школу. Тако је Приправна школа у ствари представљала проширење Светосавске основне школе. У овој школи припремали су се наставници и учитељи за крајеве где су Срби живели под турском влашћу, који ће образовати нове генерације Срба и уједно сачувати српски језик, историју и традицију и у неослобођеним деловима земље.

## Оснивање
Ову школу је основао Милојко Веселиновић, који је био и управник Светосавске вечерње школе. На седници 2. јуна 1888. године Главни Друштвени одбор прихватио је његов предлог о оснивању Приправне школе.
У почетку је школа имала само два разреда са 15 ученика, а њен наставни програм је одобрило и Министарство просвете. Као и основна и ова школа је стајала под управом Главног Друштвеног Одбора, а под врховним надзором Министарства просвете и Министарства иностраних дела. Овом школом желело се да се што брже спреме кандидати за учитеље и свештенике у неослобођеним крајевима Србије, пре свега Старе Србије и Македоније.
Први ученици Приправне школе били су Мата Шуменковић, Петар Стојановић - обојица из села Боровца, Коста Марковић, Анђелко Крстић и Богдан Јовановић из села Лабуништа, затим Риста Цветковић из Кукуречана у околини Битоља, Аврам Јаковљевић из Галичника, Риста Гроздановић из Крушева и други, чија имена нису запамћена. Временом у ову школу је долазио много младића из Црне Горе, Босне и Херцеговине и Санџака и једно време су је називали Црногорска гимназија или Црногорска Богословија, иако је званични назив био Светосавска Приправна школа. 
Први одбор за уређење ове школе чинили су: Ђура Милијашевић, Милојко Веселиновић, Коста Шуменковић и Никола Поповић.
Први наставници били су: Милош Рајковић, на чије место ће касније доћи Зарија Поповић, Стојан Ђорђевић место кога ће касније бити постављен Димитрије Марчић, Мирко Миљковић и Јосиф Шмит.

## Циљеви школе
- Основна школа за ширење писмености и очување матерњег језика Срба ван Краљевине, а Приправничка ( Приправна) школа спрема учитеље и свештенике оба реда.
- У Приправну школу ступају они који су свршили Светосавску основну школу, или коју другу основну, или који разред Гимназије.
- Основна школа почиње од 1. октобра и траје  пуном раду до 1. априла. Осталих шест месеци понављаће се и допуњаваће оно што је за првих шест месеци урађено.
- Испити почињу 20. марта и трају до краја овога месеца.
- Чланови Школског Одбора испитују и оцењују ђаке и одређују прелазак у старији разред, како у основној тако и у Приправној школи.
- Они ученици који на овом испиту не покажу довољно напретка, полагаће поново испите од 20. октобра.
- Приправна школа почиње 1. октобра и завршава се крајем септембра. Испити ће се у ово школи држати сваке године од 15. септембра до 1. октобра.
- По свршетку школовања Одбор издаје ученицима сведоџбу, коју потписује председник Друштва Св. Саве.

Неке од ових одлука временом су мењане или бар кориговане, тако знамо да је школска година трајала од Митровдана до Ђурђевдана, као и да ће временом школска година трајати као и у другим јавним и државним школама. Од 1892. године Приправна школа добиће и трећи разред, а извршена је и реформа наставног програма.  

## Предмети
У Приправној школи учили су се следећи предмети:
- Хришћанска наука
- Српски језик
- Словенски језик
- Рачун
- Српска историја
- Историја света
- Земљопис
- Јестаственица
- Физика
- Историја српске књижевности
- Француски језик
- Практична предавања из педагогије и психологије
- Геометријско цртање
- Црквено певање
- Народно певање
- Слободно цртање
- Крокирање
- Краснопис

Од 1893. године уведен је Турски језик, који је био преко потребан у неослобођеним деловима Србије, пре свега због законских одредби, али је након три године, заједно са предметима јестаственица, физика, историја општа и француски језик, избачен из наставе.

## Наставни програм

### Први разред[1]
- Српски језик - подразумева учење граматике, читања и писања.
- Рачун - подразумева обнављање наученог, затим учење размере, разломака и друго.
- Земљопис - подразумева учење географије Европе и света, као и битних историјских догађаја.
- Српска историја - подразумева учење националне историје од доласка на Балканско полуострво до Косовске битке.
- Наука хришћанска - учење о хришћанским светињама
- Словенски језик - читање и читанке за основне школе и Часловца
- Наука о васпитању - подразумева учење теорије педагошке науке
- Цртање - геометријско и слободном руком
- Певање - црквено и народно
- Краснопис

### Други разред[1]
- Српски језик - у овом разреду подразумевао је проширено учење граматике, синтаксе и преглед књижевности, са читањем најзначајнијих књижевних дела.
- Рачун - друштвени рачуни, интересни и смеса.
- Земљопис - учење о земљи као физичком телу
- Српска историја - учење историје Срба од Косовске битке до краја 19. века
- Наука хришћанска - о хришћанским дужностима и обредима.
- Словенски језик - подразумевао је читање псалтира и црквених књига са тумачењем.
- Наука о васпитању - рад у школи, учење дидактике и методике.
- Основи практичне геометрије - с премеравањем и израчунавањем неприступних дужина.
- Цртање - слободном руком
- Певање - црквено и народно
- Краснопис

У овој школи је, као и у основној, била изражена национална страна, али је акценат ипак био на припреми наставника за даље образовање младих Срба. Због тога је све било подређено том циљу и потребама школства и образовања. 